# Eddie Mekka
Eddie Mekka, pseudonimo di Rudolph Edward Mekjian (Worcester, 14 giugno 1952 – Newhall, 27 novembre 2021), è stato un attore statunitense, noto per aver interpretato il ruolo di Carmine Ragusa nella sitcom Laverne & Shirley.

## Biografia
Nato a Worcester da Mariam Apkarian e Vaughn V. Mekjian, era di origini armene. Si è diplomato alla Burncoat High School e all'inizio degli anni '70 ha diretto la Worcester County Light Opera del Massachusetts, insegnando canto ai giovani allievi. Dopo la performance a Broadway nel musical The Lieutenant, per cui è stato candidato a un Tony Award, si è trasferito a Los Angeles. Ha interpretato il ruolo di Carmine Ragusa nella sitcom Laverne & Shirley dal 1976 al 1983, anno in cui la serie fu cancellata.
È ritornato in televisione con ruoli secondari in 24, Zack e Cody al Grand Hotel, C'è sempre il sole a Philadelphia, Beautiful e interpretando il detective Murdoch nel film televisivo per il canale Fox dal titolo Catch Me If You Can. Ha avuto un piccolo ruolo anche nel film Ragazze vincenti (1992) diretto da Penny Marshall, che interpretava Laverne de Fazio nella sitcom Laverne & Shirley e che successivamente ha intrapreso la carriera di regista.
Ha recitato nello spettacolo Hairspray all'hotel Luxor di Las Vegas e intrapreso un tour negli Stati Uniti con il musical Grease. Mekka è ritornato agli spettacoli Off-Broadway il 15 giugno 2008, interpretando la commedia My Mother's Italian, My Father's Jewish & I'm In Therapy! di Steve Solomon al Westside Theatre. Nel 2008 ha partecipato alla produzione del film indipendente Code Enforcer, recitando al fianco di Erin Moran di Happy Days, serie nella quale era apparso in due episodi (nel 1977 e 1979). Dal 29 aprile al 20 giugno 2010 ha recitato nel ruolo di Tevye nel musical Il violinista sul tetto al John W. Engeman Theater di Northport, New York.
È morto nel 2021 all'età di sessantanove anni.

## Filmografia
| Anno        | Titolo                                | Ruolo                          | Note                                                                                 |
| ----------- | ------------------------------------- | ------------------------------ | ------------------------------------------------------------------------------------ |
| 1976 - 1983 | Laverne & Shirley                     | Carmine Ragusa                 | Cast principale (150 episodi)                                                        |
| 1977        | Le ragazze di Blansky                 | Joey DeLuca                    | Cast principale (13 episodi)                                                         |
| 1977        | Happy Days                            | Carmine Ragusa                 | Episodio: "L'iniziazione"                                                            |
| 1979        | Greatest Heroes of the Bible          | Uri                            | Episodio: "The Story of Esther"                                                      |
| 1979        | Happy Days                            | Carmine Ragusa                 | Episodio: "Il funerale di Fonzie: parte 2"                                           |
| 1979        | Fantasilandia                         | Johnny Detroit / Wilbur Wilson | Episodio 3x01: "Hit Man/The Swimmer"                                                 |
| 1979        | Love Boat                             | Mike                           | Episodio 3x03: "The Grass Is Always Greener/Three Stages of Love/Oldies But Goodies" |
| 1980        | Fantasilandia                         | Ken Jason                      | Episodio 3x15: "Unholy Wedlock/Elizabeth"                                            |
| 1981        | Love Boat                             | Stanley Corson                 | Episodio 4x22: "I Love You Too, Smith/Mamma and Me/Sally's Paradise"                 |
| 1981        | Circus of the Stars (sesto anno)      | Se stesso (performer)          | Speciale TV                                                                          |
| 1982        | Assignment Berlin                     | Soghomon Tehlirian             |                                                                                      |
| 1982        | Love Boat                             | Bert Brodie / Jason Clark      | Episodio 5x29: "Mothers Don't Do That/Marrying for Money/Substitute Lover"           |
| 1982        | Circus of the Stars (settimo anno)    | Se stesso (performer)          | Speciale TV                                                                          |
| 1983        | Fantasilandia                         | Charles                        | Episodio 6x09: "Naughty Marietta/The Winning Ticket"                                 |
| 1988        | Bum Rap                               | Sammy                          |                                                                                      |
| 1989        | Spiagge                               | Attore numero 3                |                                                                                      |
| 1989        | Moonlighting                          | Guido Viola                    | Episodio 5x11: "In 'N Outlaws" (Festa in famiglia)                                   |
| 1989        | True Blue                             | Elvis fanatic                  | Episodio: "Oldies, But Goodies"                                                      |
| 1990        | Mulberry Street                       | Vincent Savoia                 | Episodio pilota                                                                      |
| 1990        | Otto sotto un tetto                   | Charlie                        | Episodio 2x04: "Flashpants" (L'eterna competizione)                                  |
| 1990        | I mostri vent'anni dopo               | Mr. Sweetzer                   | Episodio: "The Reel Munsters"                                                        |
| 1992        | Ragazze vincenti                      | Mae's Guy in Bar               |                                                                                      |
| 1992 - 1993 | Sentieri                              | Grady                          | Soap opera                                                                           |
| 1993        | Taking the Heat                       | Barbaro                        | Film TV                                                                              |
| 1994        | Otto sotto un tetto                   | Mr. Nutting                    | Episodio 6x08: "Sink or Swim" (Lezioni di nuoto)                                     |
| 1994        | The Rockford Files: I Still Love L.A. | Gus                            | Film TV (canale CBS)                                                                 |
| 1994        | California Dreams                     | Zio Frank                      | Episodio 3x12: "Harley and the Marlboro Man"                                         |
| 1995        | Dream On                              | Mel                            | Episodio: "Significant Author"                                                       |
| 1995        | The Laverne & Shirley Reunion         | Se stesso                      | Speciale TV                                                                          |
| 1996        | Weird Science                         | Tommy Svachino                 | Episodio: "Men in Tights"                                                            |
| 1997        | The Big Easy                          | Joey LaVern                    | Episodio: "Heavenly Body"                                                            |
| 1997        | Top of the World                      | Joe Burns                      |                                                                                      |
| 1998        | The Jamie Foxx Show                   | Danny                          | Episodio: "It's All Good, Fellas"                                                    |
| 1998        | Sunset Beach                          | Ufficiale giudiziario          | Episodi #1.416 e #1.417                                                              |
| 1998        | Deadly Game                           | Det. Murdoch                   | Film TV                                                                              |
| 2002        | Power Rangers Wild Force              | Don                            | Episodio: "The Tornado Spin"                                                         |
| 2002        | Laverne & Shirley: Together Again     | Se stesso                      | Speciale TV                                                                          |
| 2003        | Dickie Roberts - Ex Piccola Star      | Se stesso                      | Cameo                                                                                |
| 2004        | Land of the Free?                     | Jerry                          |                                                                                      |
| 2005        | Beautiful                             | Ministro di Las Vegas          | Episodi #1.4581 e #1.4582                                                            |
| 2006        | Love Made Easy                        | Mobo                           |                                                                                      |
| 2006        | 24                                    | Ned                            | Episodio: "Giorno 5: Dalle 7:00 alle 8:00"                                           |
| 2006        | C'è sempre il sole a Philadelphia     | Bobby Thunderson               | Episodio: "Hundred Dollar Baby"                                                      |
| 2006        | The Last Stand                        | Art                            |                                                                                      |
| 2006        | Dreamgirls                            | Manager del Club               |                                                                                      |
| 2007        | Crossing Jordan                       | James Talbot                   | Episodio: "Shattered"                                                                |
| 2007        | Zack & Cody al Grand Hotel            | Director                       | Episodio: "The Suite Life Goes Hollywood: Part 2"                                    |
| 2007        | Stuck in the Past                     | Nonno                          |                                                                                      |
| 2008        | E.R.                                  | Jenkins                        | Episodio 14x17: "Under Pressure" (Daniel e Rebecca)                                  |
| 2008        | Dirty Jokes the Movie                 |                                |                                                                                      |
| 2008        | Pastor Greg                           | FJ                             | Episodi: "Chances" e "Series Finale"                                                 |
| 2009        | C Me Dance                            | Lowell                         | Film cristiano diretto da Greg Robbins                                               |
| 2011        | Febbre d'amore                        | Bud                            | Episodi #1.9753 e #1.9754                                                            |
| 2012        | Childrens Hospital                    | Frankie                        | Episodio: "Wisedocs"                                                                 |
| 2013        | Through a Mother's Eyes               | Dr. Henry Myer                 |                                                                                      |
| 2014        | Heaven Help Us                        | Chuck                          | Cortometraggio                                                                       |